# 塞伊采米宁国家公园
塞伊采米宁国家公园（芬蘭語：Seitsemisen kansallispuisto）是芬蘭的一處國家公園。塞伊采米宁国家公园成立於1982年，並且在1989年擴展了區域，現在面積45.5平方（17.6平方英里）。